# Campionati mondiali under 19 di pugilato
I Campionati mondiali under 19 di pugilato   sono una competizione sportiva biennale organizzata dalla World Boxing, riservati ad atleti della categoria juniores. La prima edizione si è svolta nel 2024 a Pueblo.

## Edizioni
| Edizione | Anno | Città  | Eventi | Nazioni | Atleti |
| -------- | ---- | ------ | ------ | ------- | ------ |
| I        | 2024 | Pueblo | 20     | 30      | 180    |

## Medagliere
| Posiz. | Nazione       | Oro | Argento | Bronzo | Totale |
| ------ | ------------- | --- | ------- | ------ | ------ |
| 1      | Inghilterra   | 8   | 0       | 1      | 9      |
| 2      | India         | 4   | 8       | 5      | 17     |
| 3      | Stati Uniti   | 3   | 2       | 3      | 8      |
| 4      | Giappone      | 2   | 0       | 1      | 3      |
| 5      | Australia     | 1   | 0       | 6      | 7      |
| 6      | Galles        | 1   | 0       | 2      | 3      |
| 7      | Rep. Ceca     | 1   | 0       | 1      | 2      |
| 8      | Germania      | 0   | 3       | 2      | 5      |
| 9      | Kazakistan    | 0   | 2       | 0      | 2      |
| 10     | Corea del Sud | 0   | 1       | 2      | 3      |
| 11     | Brasile       | 0   | 1       | 1      | 2      |
| 12     | Lettonia      | 0   | 1       | 0      | 1      |
| 12     | Paesi Bassi   | 0   | 1       | 0      | 1      |
| 12     | Thailandia    | 0   | 1       | 0      | 1      |
| 15     | Nuova Zelanda | 0   | 0       | 3      | 3      |
| 15     | Ucraina       | 0   | 0       | 3      | 3      |
| 17     | Canada        | 0   | 0       | 2      | 2      |
| 17     | Italia        | 0   | 0       | 2      | 2      |
| 19     | Algeria       | 0   | 0       | 1      | 1      |
| Totale | Totale        | 20  | 20      | 35     | 75     |